# Molophilus (Molophilus) archboldeanus
Molophilus (Molophilus) archboldeanus is een tweevleugelige uit de familie steltmuggen (Limoniidae). De soort komt voor in het Australaziatisch gebied.